# Maks Korž
Maks Korž (in bielorusso Макс Корж?), pseudonimo di Maksim Anatolevič Korž (in bielorusso Максім Анатолевіч Корж?; Luninec, 23 novembre 1988), è un cantante e rapper bielorusso.

## Biografia
Originario di Luninec, ha frequentato l'Università statale bielorussa, abbandonandola successivamente per intraprendere la carriera musicale.
È salito alla ribalta per mezzo della pubblicazione dei dischi Malyj povzroslel, č. 1 e Malyj povzroslel, č. 2 che hanno totalizzato rispettivamente 42 e 48 settimane di permanenza nella classifica lettone redatta dalla Latvijas Izpildītāju un producentu apvienība, risultando due dei dischi più consumati nel medesimo territorio nel corso del 2019.
Ha successivamente messo in commercio i singoli Šantaž e 2 tipa ljudej, che sono riusciti entrambi a fare il proprio ingresso nelle hit parade dei singoli dei Paesi baltici, conseguendo risultati maggiori attraverso il secondo brano poiché si è piazzato nella top five della Lettonia, alla 19ª posizione della Singlid tipp-40 estone e alla 71ª della Singlų Top 100 lituana. 2 tipa ljudej ha inoltre fruttato all'artista una candidatura al premio Viktorija, l'equivalente russo dei Grammy Award, nella categoria di miglior artista hip hop.
Sempre nello stesso anno ha radunato oltre 35 000 persone in concerto presso la VTB Arena. È risultato l'artista di maggior successo del 2020 su Spotify in suolo bielorusso, in seguito al suo lancio avvenuto a luglio.
L'anno successivo è stato pubblicato l'album Psichi popadajut v top, classificatosi in 12ª posizione nella Albumų Top 100 lituana. Ha riempito lo stadio Narodowy nell'agosto 2025; si tratta del suo concerto più popolare in termini di spettatori (oltre 60 000) al di fuori dell'area CIS.

## Discografia

### Album in studio
- 2012 – Životnyj mir
- 2013 – Žit' v kajf
- 2016 – Malyj povzroslel, č. 1
- 2017 – Domašnij
- 2017 – Malyj povzroslel, č. 2
- 2021 – Psichi popadajut v top

### Singoli
- 2016 – Slovo pacana
- 2017 – Optimist
- 2018 – Proletarka
- 2019 – Kontrol'nyj
- 2019 – Šantaž
- 2019 – 2 tipa ljudej
- 2020 – Raznesem
- 2020 – Maloletka
- 2020 – Malyj povzroslel
- 2020 – Vremena
- 2020 – Tepla
- 2020 – Eë vinoj
- 2021 – Attestat
- 2021 – Ne tvoj
- 2022 – Svoj dom
- 2022 – Ėto naš put'
- 2022 – Veregi eë
- 2023 – Lučšij vajb
- 2023 – Peredel
- 2024 – Stress
- 2024 – Cholodnoe utro
- 2024 – Moja devočka ne verit mne
- 2025 – Wake Up